# Tarik Skubal
Tarik Daniel Skubal (Hayward, 20 novembre 1996) è un giocatore di baseball statunitense che gioca nel ruolo di lanciatore per i Detroit Tigers della Major League Baseball (MLB).

## Carriera

### Inizi
Skubal frequentò la Kingman Academy of Learning a Kingman, in Arizona. Giocò a baseball al college per i Seattle Redhawks della Seattle University, che fu l'unica scuola della Divisione I della NCAA a offrirgli una borsa di studio. Skubal perse gran parte della stagione 2016 e tutta la stagione 2017 a causa di una Tommy John surgery. Nonostante l'infortunio, venne scelto dagli Arizona Diamondbacks al 29º turno del draft della MLB del 2017, ma firmò, scegliendo invece di tornare a Seattle. Skubal registrò un record complessivo di 21–7 come lanciatore titolare per i Redhawks. Nel 2018 guidò la squadra con 106 strikeout e 56 basi su ball, lanciando 80 inning nella sua ultima stagione a Seattle.
I Detroit Tigers selezionarono Skubal al nono turno del draft MLB 2018, e firmò con la squadra ottenendo un bonus alla firma di 350.000 dollari. Dopo il draft, Skubal trascorse la sua prima stagione professionale con i Gulf Coast Tigers, i Connecticut Tigers e i West Michigan Whitecaps, registrando un record combinato di 3-0 e una media ERA di 0.40 in 22⅓ inning lanciati. Iniziò il 2019 con i Lakeland Flying Tigers, dove si distinse durante la stagione e fu promosso agli Erie SeaWolves il 5 luglio. Nelle sue prime tre partenze con Erie, registrò un'ERA di 0.56 con 34 strikeout, concedendo solo cinque valide in 16 inning. Le sue prestazioni lo fecero salire nel ranking dei prospetti di MLB.com, passando dal 20º posto all'inizio della stagione al 4º posto nella classifica aggiornata di metà stagione. Concluse la stagione con un record di 2–3, un'ERA di 2.13 e un WHIP di 1.02 a Erie (Double-A), con gli avversari che batterono solo .168 contro di lui. Complessivamente nel 2019, tra High-A e Double-A, Skubal eliminò 179 battitori in 122⅔ inning.

### Detroit Tigers
I Tigers invitarono Skubal allo spring training nel 2020. Il 18 agosto, fu richiamato dal centro di allenamento satellite dei Tigers a Toledo e fece il suo debutto in MLB lo stesso giorno. Il 29 agosto Skubal ottenne la sua prima vittoria in Major League, battendo i Minnesota Twins. In cinque inning lanciati, concesse due punti guadagnati e tre valide, eliminando al piatto due battitori e senza concedere basi su ball nella vittoria per 4-2 dei Tigers. Nella stagione 2020 con i Detroit Tigers, Skubal apparve in 8 partite, con un record di 1-4, un'ERA di 5.63 e 37 strikeout in 32 inning lanciati. Il suo cutter, con una velocità media di 95,4 mph (153,5 km/h), fu il cutter più veloce di qualsiasi lanciatore della Major League nel 2020.
Il 24 marzo 2021 il nuovo manager dei Tigers, A.J. Hinch, annunciò che Skubal avrebbe sarebbe stato il lanciatore partente dell'Opening Day dei Tigers. Il 3 luglio, Skubal registrò il suo 100º strikeout della stagione, diventando il primo rookie dei Tigers a eliminare almeno 100 battitori prima della pausa per l'All-Star Game. Il 25 agosto, contro i St. Louis Cardinals, Skubal registrò strikeout per i primi sei out della partita, concludendo con dieci strikeout in cinque inning. Il 25 settembre, Skubal raggiunse i 200 strikeout in carriera nelle sue prime 38 apparizioni, stabilendo un nuovo record nella storia dei Tigers per il minor numero di partite necessarie a raggiungere quel traguardo. Nel complesso, nel 2021 Skubal partecipò a 31 partite, di cui 29 come titolare, con un record di 8-12, un'ERA di 4.34 e 164 strikeout in 149⅓ inning.
Nel 2022 Skubal continuò a far parte della rotazione titolare dei Tigers. Dopo aver registrato un record di 7-8 con un'ERA di 3.52, un'ERA+ di 111, un WHIP di 1.16 e 117 strikeout in 117⅔ inning, il 3 agosto fu inserito nella lista degli infortunati a causa di affaticamento al braccio di lancio. Il 17 agosto i Tigers annunciarono che Skubal si era sottoposto a un intervento chirurgico al tendine flessore, ponendo fine alla sua stagione 2022 e probabilmente facendolo rimanere fuori anche per l'inizio della stagione 2023.
Il 14 marzo 2023, prima dell'inizio della regular season, i Tigers spostarono Skubal nella lista degli infortunati di 60 giorni, affermando che non sarebbe tornato a lanciare prima dell'estate. Fece il suo debutto stagionale il 4 luglio. Fu nominato lanciatore del mese della American League a settembre, concludendo le sue ultime cinque partenze con un record di 4-0 e un'ERA di 0.90. Nel 2023 Skubal lanciò 80⅓ inning in 15 partenze, con un record di 7-3, un'ERA di 2.80 e 102 strikeout. Si classificò tra i migliori lanciatori della MLB sia per strikeout che per controllo delle basi su ball.
Il 28 aprile 2024 divenne il primo lanciatore nella storia dei Tigers a registrare più di 40 strikeout nelle prime sei partenze con meno di nove basi su ball (41 strikeout e solo sei basi su ball fino a quella data). Il 5 maggio, in una partita contro i New York Yankees, Skubal divenne il primo lanciatore dei Tigers in oltre 100 anni a eliminare 12 o più battitori senza concedere basi su ball. L'ultimo a riuscirci era stato Eric Erickson il 24 maggio 1918 in una partita di 16 inning. Il 7 luglio Skubal fu selezionato per l'All-Star Game 2024 insieme al compagno di squadra Riley Greene. Al momento della selezione, Skubal aveva un record di 10-3, un'ERA di 2.37, il miglior WHIP della lega (0.90) e 132 strikeout in 110 inning. Lanciò un inning perfetto nel secondo inning dell'All-Star Game. Skubal concluse la stagione con 18 vittorie, un'ERA di 2.39 e 228 strikeout, diventando il primo lanciatore a vincere la tripla corona dal 2020, quando Shane Bieber la vinse nella stagione accorciata a causa della pandemia di COVID-19. Skubal fu anche il primo lanciatore a ottenere la tripla corona in una stagione completa dal 2011, quando sia Justin Verlander (American League) che Clayton Kershaw (National League) vinsero questo riconoscimento.

## Palmarès

### Individuale
- MLB All-Star: 2

2021, 2024